# عمر بن عمر
عمر بن عمر كان الوالي المسلم لسبتمانيا والثغر الأعلى، وهما التقسيمان الإداريان في إمارة قرطبة الإسلامية. ينحدر من منطقة الحجاز وينتمي إلى قبيلة بني الخزرج العربية. حكم من عام 747 إلى حوالي عام 755 وخسر نيم، وأجد، وبزييه، وملغيله (مناطق تقع اليوم في فرنسا) في عام 752، لكن أربونة، العاصمة، قاومت لمدة سبع سنوات تقريبًا.
تُوفي عمر لأسباب طبيعية في عام 755 أثناء قيامه بحملة في أقطانية. وخلفه عبد الرحمن بن عقبة.